# SKUNK SHOT BOOSTER

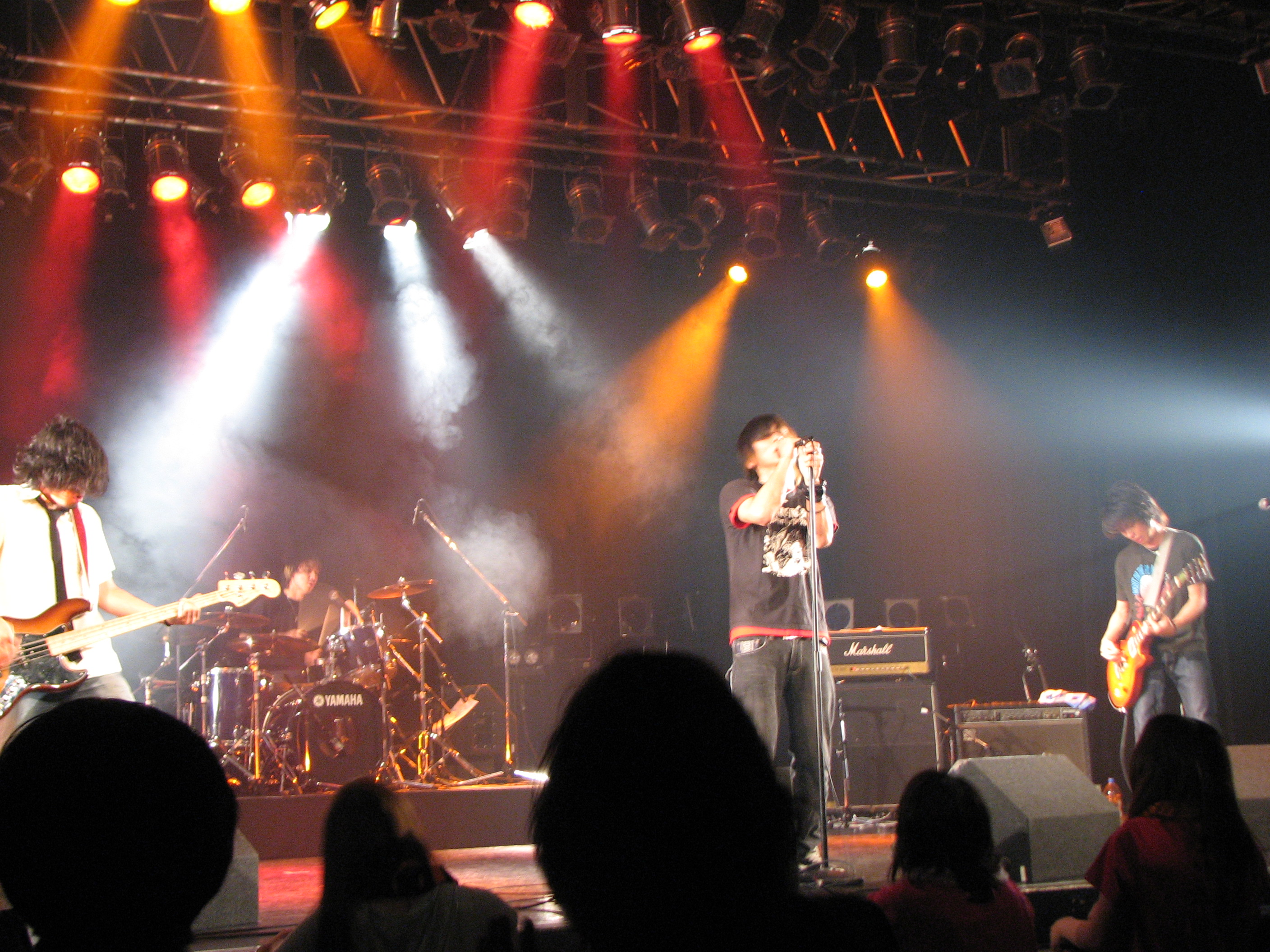
2008年7月4日於日本川崎市CLUB CITTA'的演唱會

SKUNK SHOT BOOSTER（簡稱SSB）是於日本佐賀大學民謠研究會2004年1月組成的搖滾音樂樂團。組成後積極展開演唱會和自主企劃。2005年於CHARCOAL FILTER佐賀公園舉行公開演唱會，並於佐賀GEILS的「TRIANGLE」與Maximum the Hormone、G-FREAK FACTORY、STOMPIN' BIRD等共同演出。同年獲得大獎。2007年3月以Aer-born的樂團身分正式出道。

## 成員
- （本名：德丸英器，1982年8月14日－）主唱。鹿兒島縣出身。
- （本名：沖野達也，1981年3月5日－）結他。廣島縣出身。
- （本名：渡瀨浩則，1982年10月20日－）低音結他。佐賀縣出身。
- （本名：上野真，1982年5月15日－）鼓。愛媛縣出身。

## 作品

### 單曲
1. COCOON（2005年11月24日）
  1. SSB ALL RIGHT!!
  2. 103
2. （2007年3月7日）
  1. 103
  2. Easy GO!
3. （2007年6月6日）
  1. Over The Rainbow
4. BREAK UP/RESTART（2007年9月21日）
  1. BREAK UP
  2. RESTART

### 專輯
1. NOTICE!!
  1. SSB ALLRIGHT!!
  2. 先
  3. 空

### 参加作品
1. 參加歌曲為「SSB ALLRIGHT!!」

## 廣播
- （FM福岡）
- （FM佐賀）

## 外部連結
- （日語）官方網站（页面存档备份，存于）（自行營運）
- （日語）Aer-born內官方網站